# Phuchong Sai-Udomsin
Phuchong Sai-Udomsin (Thai: ภุชงค์ ซ้ายอุดมศิลป์; * 23. März 1988 in der Provinz Phayao, Nordthailand) ist ein thailändischer Radrennfahrer.
Phuchong gewann 2007 eine Etappe und die Gesamtwertung der Tour of Egat Kanchanaburi. In der Saison 2009 wurde er Zweiter der Gesamtwertung bei der Tour of Thailand. 2010 fuhr er für das südkoreanische Continental Team Geumsan Ginseng Asia. Er wurde in diesem Jahr Achter im Einzelzeitfahren der Asienmeisterschaft und Erster bei den thailändischen Nationalspielen. 2011 fuhr Phuchong für das malaysische Terengganu Cycling Team. Bei den Südostasienspielen gewann er die Goldmedaille im Teamzeitfahren und die Bronzemedaille im Straßenrennen. Im Jahr 2014 wurde er nationaler Meister im Einzelzeitfahren.

## Erfolge
2011
- Südostasienspiele – Teamzeitfahren (mit Sarawut Sirironnachai und Nawuti Liphongyu)
- Südostasienspiele – Straßenrennen

2014
- Thailändischer Meister – Einzelzeitfahren

## Teams
- 2010 Geumsan Ginseng Asia
- 2011 Terengganu Cycling Team (bis 31. Juli)
- 2012 OCBC Singapore Continental Cycling Team
- 2013 OCBC Singapore Continental Cycling Team
- 2014 OCBC Singapore Continental Cycling Team (bis 31. Juli)
- 2017 Thailand Continental Cycling Team
- 2018 Thailand Continental Cycling Team
- 2019 Thailand Continental Cycling Team
- 2020 Thailand Continental Cycling Team